# Louise de Selve
Pour les articles homonymes, voir Selve.
 (avril 2018).
Si vous disposez d'ouvrages ou d'articles de référence ou si vous connaissez des sites web de qualité traitant du thème abordé ici, merci de compléter l'article en donnant les références utiles à sa vérifiabilité et en les liant à la section « Notes et références ».
Louise de Selve est une noble française du XVIe siècle.

## Biographie
Louise de Selve est mariée à Étienne de Montmirail, seigneur de Chambourcy, maître des requêtes.
L'une de leurs filles, Cécile de Montmirail, s'est mariée avec Antoine de La Rochefoucauld, IIe du nom, seigneur de Chaumont-sur-Loire, chevalier de l'ordre du roi et son chambellan le 7 octobre 1552 avec lequel elle a eu dix enfants.